# Ameles fasciipennis
Ameles fasciipennis es una especie extinta de mantis de la familia Mantidae, que era endémica de Italia.
Solo se le ha recolectado una vez, probablemente en 1871 en el área de Tolentino, y no se ha vuelto a ver desde entonces, a pesar de los extensos estudios entomológicos efectuados en la región.

## Estado de conservación
La UICN declaró a esta especie como extinta en 2020.